# Sarothrias eximius
Sarothrias eximius är en skalbaggsart som beskrevs av Antoine Henri Grouvelle 1918. Sarothrias eximius ingår i släktet Sarothrias och familjen Jacobsoniidae. Inga underarter finns listade i Catalogue of Life.